# SN 2009md
SN 2009md – supernowa typu II-P odkryta 4 grudnia 2009 roku w galaktyce NGC 3389. W momencie odkrycia miała maksymalną jasność 16,50m.